# Peanuts Hucko

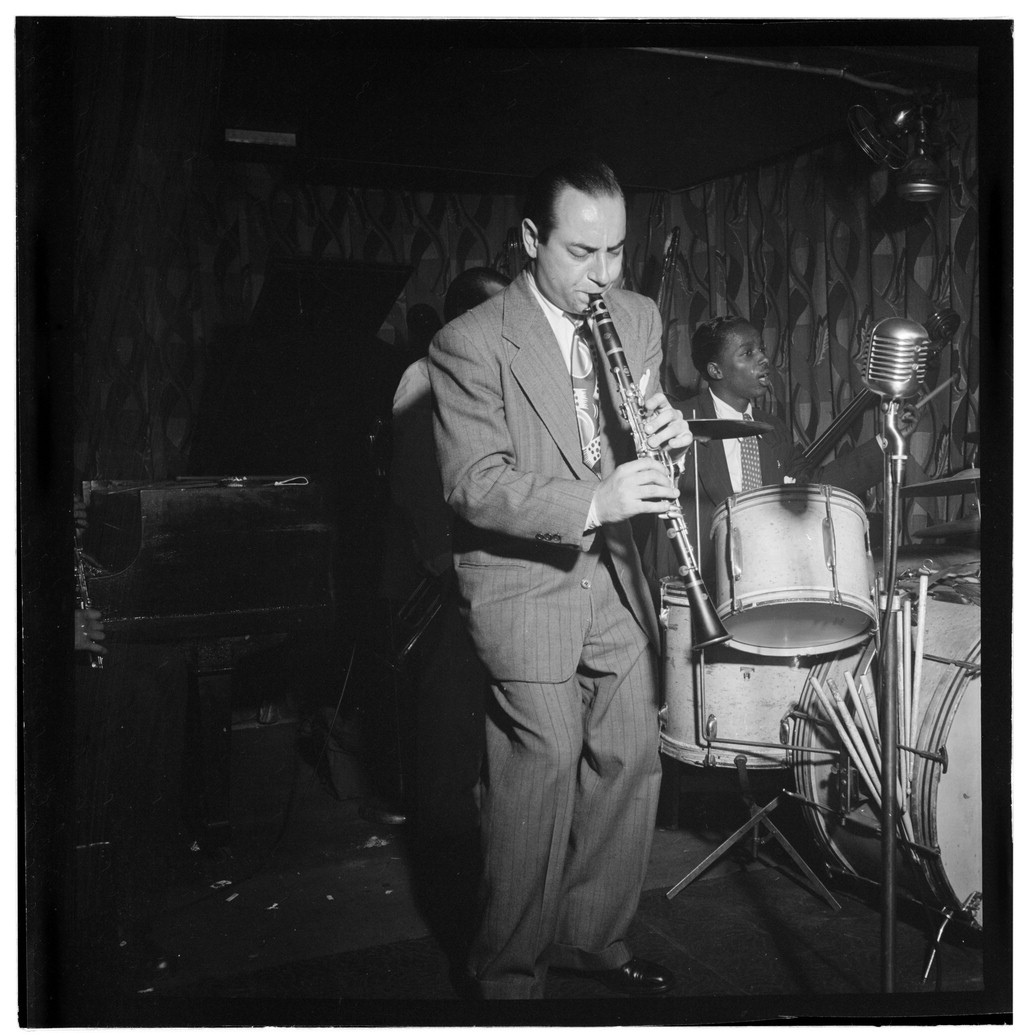
Peanuts Hucko, Famous Door, New York, um 1947. Foto: William P. Gottlieb

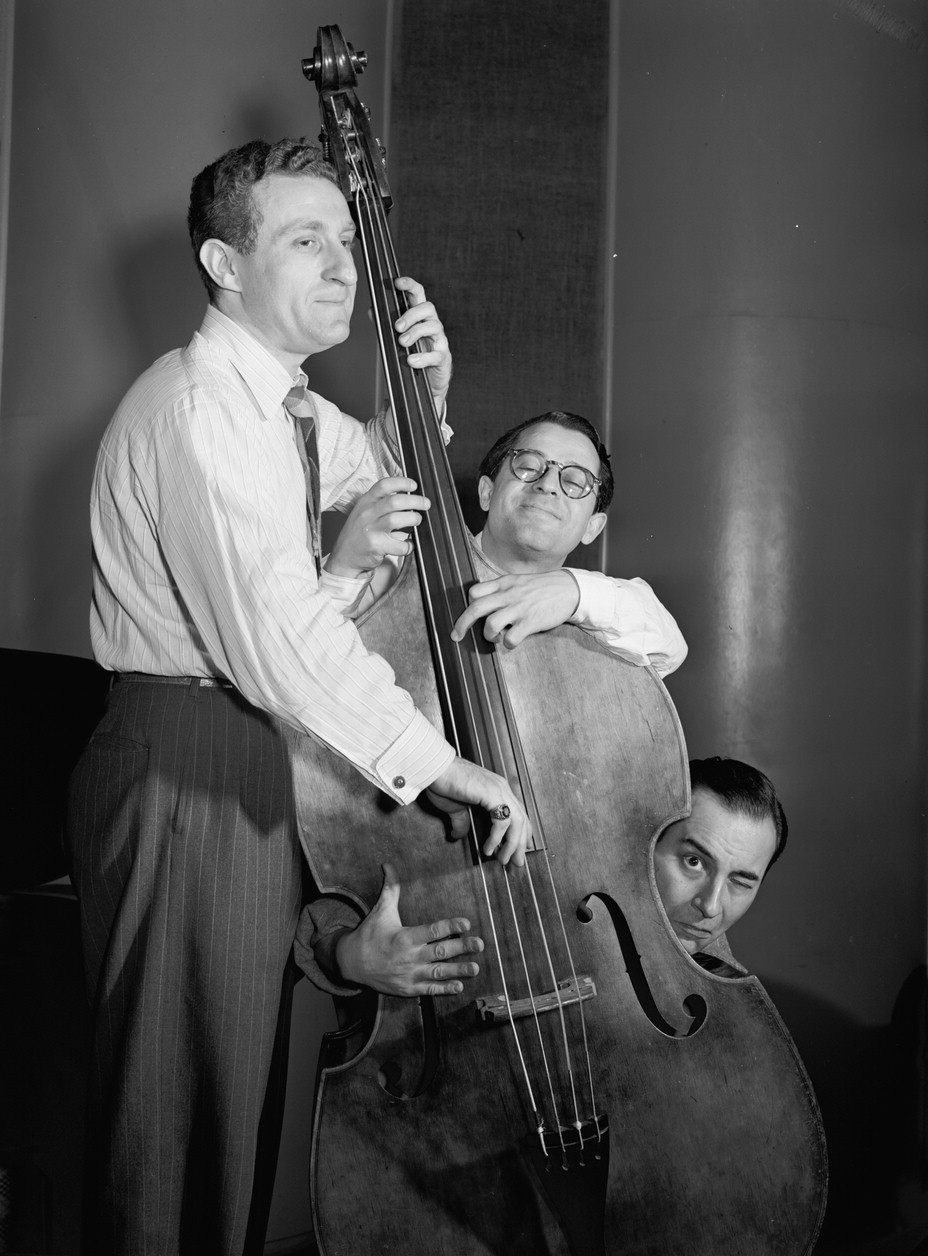
Jack Lesberg, Max Kaminsky und Peanuts Hucko. Foto: Gottlieb

Peanuts Hucko (* 7. April 1918 in Syracuse in New York als Michael Andrew Hucko; † 19. Juni 2003 in Fort Worth, Texas) war ein US-amerikanischer Jazz-Klarinettist und Saxofonist des Dixieland Jazz und Swing.

## Leben
Sein Spitzname stammt aus seiner Kindheit von seiner Vorliebe für Erdnüsse. 1939 zog er nach New York, wo er Tenorsaxophon bei Will Bradley (1939–1941), Joe Marsala, Bob Chester und Charlie Spivak (1941–1942) spielte. Im Zweiten Weltkrieg trat er der Army Air Force Band von Glenn Miller bei, wo er auf Klarinette umsattelte. Er spielte auch Klarinette in Millers Dixieland Combo Uptown Hall Gang (das Stück Stealin Apples von Fats Waller wurde ab seiner Glenn Miller Zeit zu seiner Erkennungsmelodie). Nach dem Krieg spielte er bei Benny Goodman (1945–1946), Ray McKinley (1946–1947), Eddie Condon und Jack Teagarden (u. a. Europa-Tour 1957 mit Teagarden und Earl Hines) und arbeitete bis Mitte der 1950er Jahre als Studiomusiker bei ABC und CBS. 1958 bis 1960 ging er mit Louis Armstrong und seiner All Star Band auf Welttournee. In den 1960er Jahren spielte er regelmäßig in Eddie Condon’s Club und bei den Colorado Jazz Parties von Dick Gibson mit dem Vorläufer von The World’s Greatest Jazz Band („Ten Greats of Jazz“ genannt). In den 1970er Jahren übernahm er das Glenn Miller Orchestra und spielte regelmäßig auf TV in der Lawrence Welk Show. 1974 eröffnete er seinen eigenen Nightclub „Peanuts Hucko's Navarre“ in Denver, in dem u. a. seine Ehefrau und Sängerin Louise Tobin (die Ex-Frau von Harry James) und der Jazzpianist Ralph Sutton auftraten. In den 1980er Jahren erfuhr seine Karriere ein Revival, er tourte als Solist und mit seinem Pied Piper Quintet. Danach zog er sich zunehmend zurück und lebte in Denton (Texas). Sein letztes Album Swing that Music erschien 1992 (mit seiner Ehefrau Tobin).

## Diskographische Hinweise
- With Alex Welsh & his Band (Lake, 1967)
- Stairway to Paradise (Arizona Jazz, 1979)
- Swing That Music (Star Line, 1992)